# نمط ذاتي (مناعة)

يستند هذا النمط الذاتي على منطقة متغيرة (مسمى VL وVH في الرسم البياني).

النمط الذاتي (بالإنجليزية: Idiotype)‏ في علم المناعة هو سمة مشتركة بين مجموعة من جزيئات الغلوبولين المناعي ومستقبلات الخلايا التائية بناء على الخصوصية الرابطة للمستضد.